# 迪斯特
迪斯特（荷蘭語：Diest，荷蘭語發音：[ˈdist] ⓘ）是比利时弗拉芒大區弗拉芒布拉班特省魯汶區的一座城市，北东南三面与林堡省接壤，通行荷蘭語，是弗拉芒社群的一部分，面积58.20平方千米，人口23,824人（2018年1月1日）。

## 友好城市
- 荷蘭 比伦
- 荷蘭 布雷达
- 荷蘭 斯滕贝亨
- 德国 迪伦堡
- 法國 奥朗日[2]